# Kerékpározás a 2008. évi nyári olimpiai játékokon
A 2008. évi nyári olimpiai játékokon a kerékpárversenyeket augusztus 9. és 23. között rendezték meg. Összesen 18 versenyszámban osztottak érmeket.

## Éremtáblázat
A rendező ország csapata eltérő háttérszínnel, az egyes számoszlopok legmagasabb értéke vagy értékei vastagítással kiemelve.
| A 2008. évi nyári olimpiai játékok éremtáblázata kerékpározásban | A 2008. évi nyári olimpiai játékok éremtáblázata kerékpározásban | A 2008. évi nyári olimpiai játékok éremtáblázata kerékpározásban | A 2008. évi nyári olimpiai játékok éremtáblázata kerékpározásban | A 2008. évi nyári olimpiai játékok éremtáblázata kerékpározásban | Olimpia  |
| ---------------------------------------------------------------- | ---------------------------------------------------------------- | ---------------------------------------------------------------- | ---------------------------------------------------------------- | ---------------------------------------------------------------- | -------- |
|                                                                  | Ország                                                           | Arany                                                            | Ezüst                                                            | Bronz                                                            | Összesen |
| 1.                                                               | Nagy-Britannia (GBR)                                             | 8                                                                | 4                                                                | 2                                                                | 14       |
| 2.                                                               | Franciaország (FRA)                                              | 2                                                                | 3                                                                | 1                                                                | 6        |
| 3.                                                               | Spanyolország (ESP)                                              | 2                                                                | 1                                                                | 1                                                                | 4        |
| 4.                                                               | Egyesült Államok (USA)                                           | 1                                                                | 1                                                                | 3                                                                | 5        |
| 5.                                                               | Svájc (SUI)                                                      | 1                                                                | 1                                                                | 2                                                                | 4        |
| 6.                                                               | Németország (GER)                                                | 1                                                                | 1                                                                | 1                                                                | 3        |
| 7.                                                               | Argentína (ARG)                                                  | 1                                                                | 0                                                                | 0                                                                | 1        |
| 7.                                                               | Lettország (LAT)                                                 | 1                                                                | 0                                                                | 0                                                                | 1        |
| 7.                                                               | Hollandia (NED)                                                  | 1                                                                | 0                                                                | 0                                                                | 1        |
|                                                                  |                                                                  |                                                                  |                                                                  |                                                                  |          |
| 10.                                                              | Svédország (SWE)                                                 | 0                                                                | 2                                                                | 0                                                                | 2        |
| 11.                                                              | Új-Zéland (NZL)                                                  | 0                                                                | 1                                                                | 1                                                                | 2        |
| 12.                                                              | Ausztrália (AUS)                                                 | 0                                                                | 1                                                                | 0                                                                | 1        |
| 12.                                                              | Kuba (CUB)                                                       | 0                                                                | 1                                                                | 0                                                                | 1        |
| 12.                                                              | Dánia (DEN)                                                      | 0                                                                | 1                                                                | 0                                                                | 1        |
| 12.                                                              | Lengyelország (POL)                                              | 0                                                                | 1                                                                | 0                                                                | 1        |
|                                                                  |                                                                  |                                                                  |                                                                  |                                                                  |          |
| 16.                                                              | Oroszország (RUS)                                                | 0                                                                | 0                                                                | 3                                                                | 3        |
| 17.                                                              | Kína (CHN)                                                       | 0                                                                | 0                                                                | 1                                                                | 1        |
| 17.                                                              | Olaszország (ITA)                                                | 0                                                                | 0                                                                | 1                                                                | 1        |
| 17.                                                              | Japán (JPN)                                                      | 0                                                                | 0                                                                | 1                                                                | 1        |
| 17.                                                              | Ukrajna (UKR)                                                    | 0                                                                | 0                                                                | 1                                                                | 1        |
|                                                                  |                                                                  |                                                                  |                                                                  |                                                                  |          |
| Összesen                                                         | Összesen                                                         | 18                                                               | 18                                                               | 18                                                               | 54       |

## Érmesek

### Országúti kerékpározás
| A 2008. évi nyári olimpiai játékok érmesei országúti kerékpározásban |                                            |                                    |                                          |
| Versenyszám                                                          | Arany                                      | Ezüst                              | Bronz                                    |
| Férfi egyéni mezőnyverseny                                           | Samuel Sánchez · Spanyolország (ESP)       | Fabian Cancellara · Svájc (SUI)    | Alekszandr Kolobnyev · Oroszország (RUS) |
| Női egyéni mezőnyverseny                                             | Nicole Cooke · Nagy-Britannia (GBR)        | Emma Johansson · Svédország (SWE)  | Tatiana Guderzo · Olaszország (ITA)      |
| Férfi egyéni időfutam                                                | Fabian Cancellara · Svájc (SUI)            | Gustav Larsson · Svédország (SWE)  | Levi Leipheimer · Egyesült Államok (USA) |
| Női egyéni időfutam                                                  | Kristin Armstrong · Egyesült Államok (USA) | Emma Pooley · Nagy-Britannia (GBR) | Karin Thürig · Svájc (SUI)               |

### Pálya-kerékpározás
| A 2008. évi nyári olimpiai játékok érmesei pálya-kerékpározásban |                                                                                    | |                                                                                            |
| Versenyszám                                                      | Arany                                                                              | Ezüst | Bronz                                                                                      |
| Férfi csapatsprint                                               | Nagy-Britannia (GBR) · Jamie Staff · Jason Kenny · Chris Hoy                       | Franciaország (FRA) · Grégory Baugé · Kévin Sireau · Arnaud Tournant                                           | Németország (GER) · René Enders · Maximillian Levy · Stefan Nimke                          |
| Férfi egyéni sprint                                              | Chris Hoy · Nagy-Britannia (GBR)                                                   | Jason Kenny · Nagy-Britannia (GBR)                                                                             | Mickael Bourgain · Franciaország (FRA)                                                     |
| Férfi keirin                                                     | Chris Hoy · Nagy-Britannia (GBR)                                                   | Ross Edgar · Nagy-Britannia (GBR)                                                                              | Nagai Kijofumi · Japán (JPN)                                                               |
| Férfi csapat üldözőverseny                                       | Nagy-Britannia (GBR) · Ed Clancy · Paul Manning · Geraint Thomas · Bradley Wiggins | Dánia (DEN) · Alex Rasmussen · Michael Mørkøv · Casper Jørgensen · Jens-Erik Madsen · Michael Færk Christensen | Új-Zéland (NZL) · Sam Bewley · Jesse Sergent · Hayden Roulston · Mary Ryan · Westley Gough |
| Férfi 4000 m-es egyéni üldözőverseny                             | Bradley Wiggins · Nagy-Britannia (GBR)                                             | Hayden Roulston · Új-Zéland (NZL)                                                                              | Steven Burke · Nagy-Britannia (GBR)                                                        |
| Férfi madison                                                    | Argentína (ARG) · Juan Curuchet · Walter Pérez                                     | Spanyolország (ESP) · Joan Llaneras · Antonio Tauler                                                           | Oroszország (RUS) · Mihail Ignatyjev · Alekszej Markov                                     |
| Férfi 40 km pontverseny                                          | Joan Llaneras · Spanyolország (ESP)                                                | Roger Kluge · Németország (GER)                                                                                | Chris Newton · Nagy-Britannia (GBR)                                                        |
| Női egyéni sprint                                                | Victoria Pendleton · Nagy-Britannia (GBR)                                          | Anna Meares · Ausztrália (AUS)                                                                                 | Kuo Suang (Guo Shuang) · Kína (CHN)                                                        |
| Női 3000 m-es egyéni üldözőverseny                               | Rebecca Romero · Nagy-Britannia (GBR)                                              | Wendy Houvenaghel · Nagy-Britannia (GBR)                                                                       | Leszja Kalitovszka · Ukrajna (UKR)                                                         |
| Női pontverseny                                                  | Marianne Vos · Hollandia (NED)                                                     | Yoanka González · Kuba (CUB)                                                                                   | Leire Olaberría · Spanyolország (ESP)                                                      |

### Hegyi-kerékpározás
| A 2008. évi nyári olimpiai játékok érmesei hegyi-kerékpározásban |                                      |                                              |                                       |
| Versenyszám                                                      | Arany                                | Ezüst                                        | Bronz                                 |
| Férfi                                                            | Julien Absalon · Franciaország (FRA) | Jean-Christophe Péraud · Franciaország (FRA) | Nino Schurter · Svájc (SUI)           |
| Női                                                              | Sabine Spitz · Németország (GER)     | Maja Włoszczowska · Lengyelország (POL)      | Irina Kalentyjeva · Oroszország (RUS) |

### BMX
| A 2008. évi nyári olimpiai játékok érmesei BMX-ben |                                              |                                             |                                         |
| Versenyszám                                        | Arany                                        | Ezüst                                       | Bronz                                   |
| Férfi                                              | Māris Štrombergs · Lettország (LAT)          | Mike Day · Egyesült Államok (USA)           | Donny Robinson · Egyesült Államok (USA) |
| Női                                                | Anne-Caroline Chausson · Franciaország (FRA) | Laëtitia Le Corguillé · Franciaország (FRA) | Jill Kintner · Egyesült Államok (USA)   |